# 洛代沃
洛代沃（法語：Lodève，法語發音：[lɔdɛv] ⓘ），法国南部城市，奥克西塔尼大区埃罗省的一个市镇，同时也是该省的一个副省会，下辖洛代沃区，其市镇面积为23.17平方公里，2022年1月1日时人口数量为7,202人，在法国城市中排名第1,421位。
洛代沃位于埃罗省西北部，莱尔格河畔，是一个区域性的中心城市，纵贯法国中央高原的A75高速公路由此通过。

## 地名来源
“Lodève”一名出自高卢语“Luteva”，意为“有积水的城池”，可能与当地的自然地理特征有关。
1793至1801年间，洛代沃的官方名称曾一度拼写为“Lodéve”。
洛代沃所处区域历史上曾通行奥克语，“Lodève”对应的奥克语拼写为“Lodeva”。

## 历史

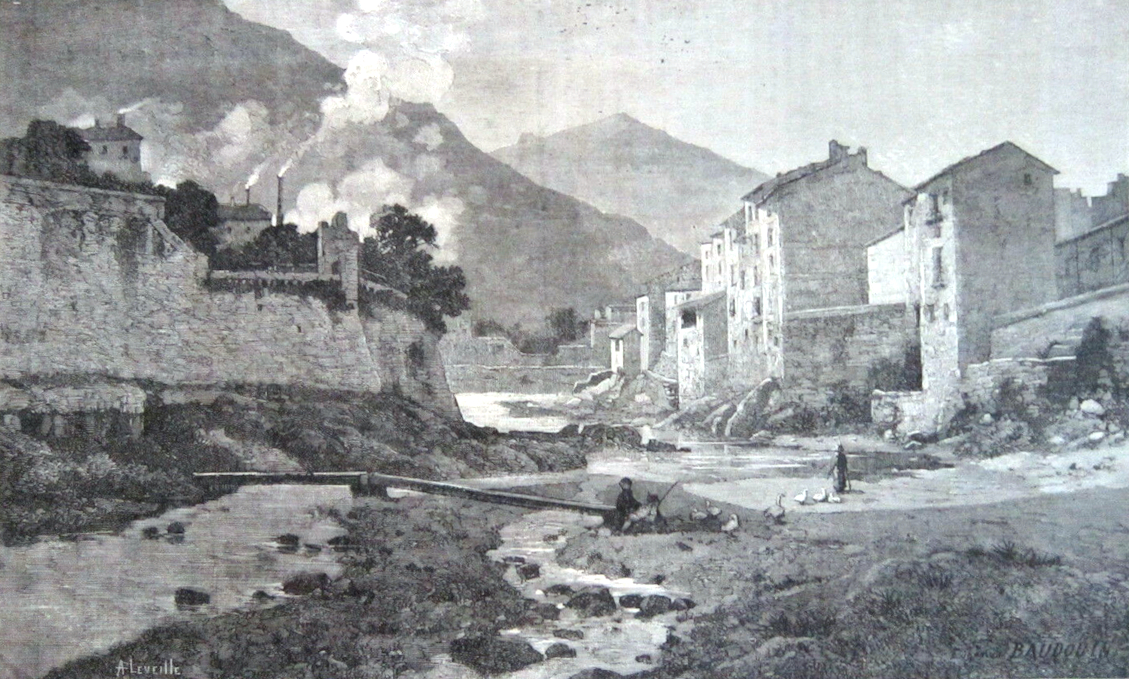
1881年的洛代沃

洛代沃境内遗留有多处新石器时期的人类活动遗迹，当地最早的聚落可能出现于格雷扎克高地（plateau du Grézac）附近。古典时期，沃尔卡人的一支部落曾驻扎于此，罗马人入侵后，原沃尔卡人的活动中心被改造成为一个奥皮杜姆。公元四世纪初，洛代沃被设为一个主教座堂，弗卢尔是该教区的首任主教。中世纪初，洛代沃曾为朗格多克腹地的一个天主教中心及手工业集镇。13世纪时，洛代沃圣菲尔克朗大教堂建成。宗教战争期间，胡格诺派将领克洛德（Claude de Narbonne-Caylus）率兵攻占洛代沃并烧毁了多处建筑。1726年，法兰西王国枢机弗勒里在洛代沃创建服务于皇家步兵团的纺织厂。法国大革命后，洛代沃成为埃罗省的一个市镇，并在1795至1800年间为该省的一个地区行署，后改为副省会。19世纪末期，洛代沃的纺织业出现萎缩，当地人口数量亦有下降。1926年，根据庞加莱改革方案，洛代沃副省政府被撤销，原洛代沃区整体并入蒙彼利埃区。1942年，洛代沃恢复副省会及洛代沃区建制。20世纪60年代，洛代沃的纺织工业基本消失。途径洛代沃的维亚斯－洛代沃铁路于1982年彻底关闭。2006年，洛代沃获得由法国文化部颁发的“艺术与历史之城”称号。

## 地理

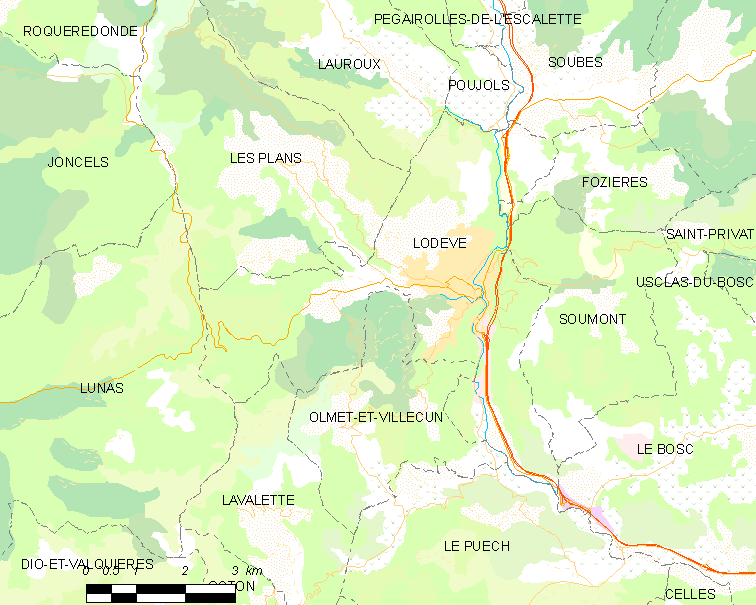
洛代沃市镇范围地图

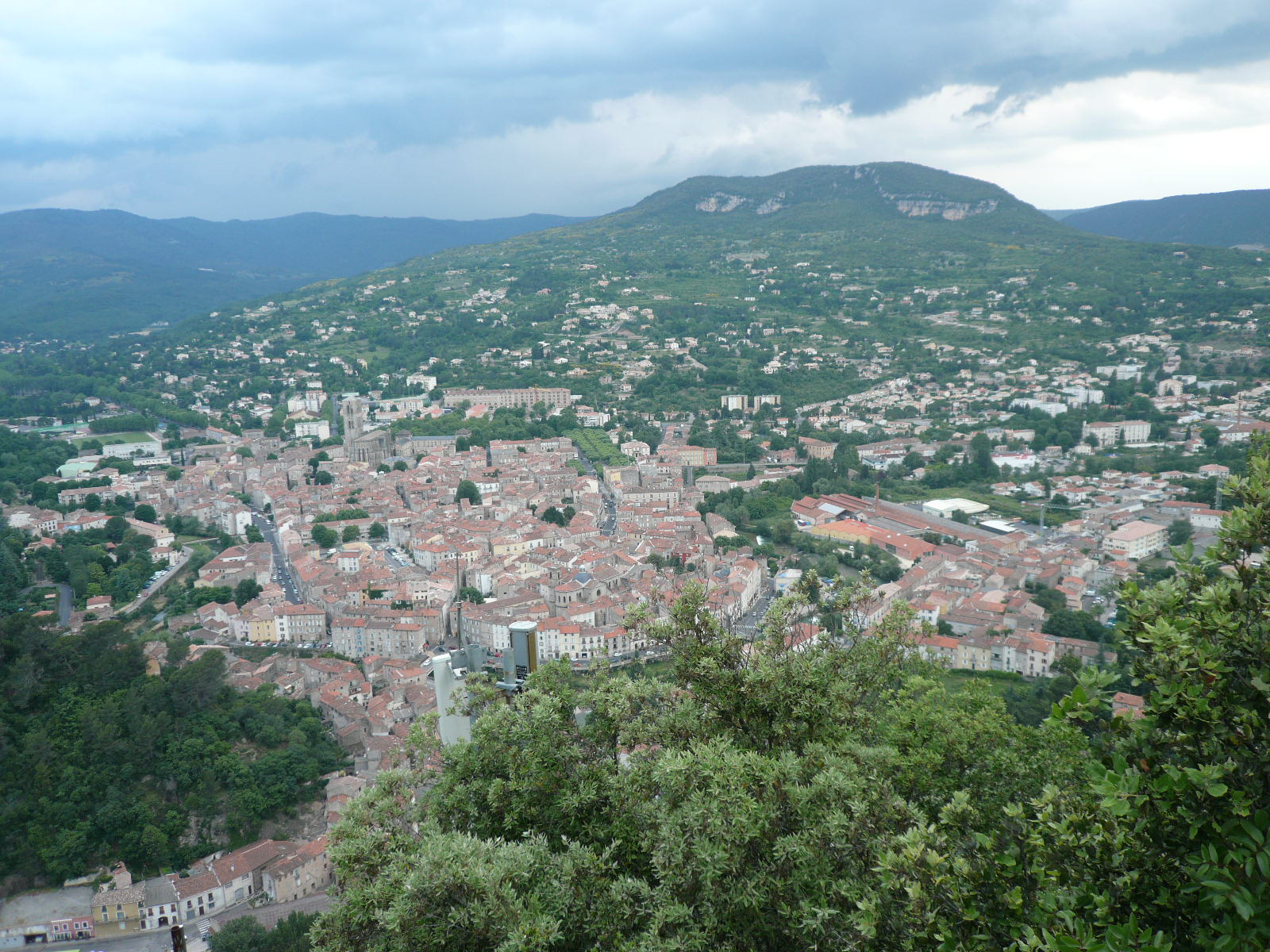
眺望洛代沃全景

洛代沃位于法国南部，奥克西塔尼大区中东部和埃罗省北部，距离省会蒙彼利埃大约54公里。与洛代沃接壤的市镇包括：莱普朗、洛鲁、普若勒、苏贝斯、福济耶尔、吕纳斯、苏蒙、拉瓦莱特、奥尔梅和维勒坎、勒皮埃克和勒博斯克。

### 地形
洛代沃位于法国中央高原南部边缘地带，埃斯康多尔格山腹地，境内以丘陵为主，北侧为山地，市镇中心地势较为平坦，全境海拔在117到700米之间。

### 水文
洛代沃位于埃罗河流域范围内，莱尔格河自北向南流经市区东部，其右岸支流苏隆德尔河在洛代沃市区与其交汇。

### 植被
洛代沃属于温带阔叶混交林区，部分区域有硬叶林分布，林地主要分布于河流附近及山地地区，镇中心的市政公园（Parc Municipal）是当地主要的城市绿地。
在鲜花城市的评比中，洛代沃暂未被评级。

### 气候
洛代沃在柯本气候分类法中属于带有山地特征的地中海气候。
距离洛代沃最近的常年气象站位于苏蒙境内，以下为该气象站的数据（其中日照数据取自米约）：
| 苏蒙 1981年－2019年 | 苏蒙 1981年－2019年 | 苏蒙 1981年－2019年 | 苏蒙 1981年－2019年 | 苏蒙 1981年－2019年 | 苏蒙 1981年－2019年 | 苏蒙 1981年－2019年 | 苏蒙 1981年－2019年 | 苏蒙 1981年－2019年 | 苏蒙 1981年－2019年 | 苏蒙 1981年－2019年 | 苏蒙 1981年－2019年 | 苏蒙 1981年－2019年 | 苏蒙 1981年－2019年 |
| 月份                | 1月                 | 2月                 | 3月                 | 4月                 | 5月                 | 6月                 | 7月                 | 8月                 | 9月                 | 10月                | 11月                | 12月                | 全年                |
| ------------------- | ------------------- | ------------------- | ------------------- | ------------------- | ------------------- | ------------------- | ------------------- | ------------------- | ------------------- | ------------------- | ------------------- | ------------------- | ------------------- |
| 历史最高温 °C（°F） | 20.9 (69.6)         | 21.6 (70.9)         | 27.9 (82.2)         | 30.9 (87.6)         | 34.3 (93.7)         | 39.8 (103.6)        | 38 (100)            | 40.8 (105.4)        | 36.2 (97.2)         | 31.5 (88.7)         | 24.9 (76.8)         | 20.6 (69.1)         | 40.8 (105.4)        |
| 平均高温 °C（°F）   | 10.4 (50.7)         | 11.4 (52.5)         | 14.9 (58.8)         | 17.3 (63.1)         | 21.7 (71.1)         | 26 (79)             | 29 (84)             | 28.8 (83.8)         | 23.7 (74.7)         | 18.9 (66.0)         | 13.7 (56.7)         | 10.6 (51.1)         | 18.9 (66.0)         |
| 日均气温 °C（°F）   | 7.3 (45.1)          | 7.8 (46.0)          | 10.6 (51.1)         | 12.8 (55.0)         | 16.9 (62.4)         | 20.7 (69.3)         | 23.3 (73.9)         | 23.3 (73.9)         | 18.9 (66.0)         | 15.4 (59.7)         | 10.5 (50.9)         | 7.7 (45.9)          | 14.6 (58.3)         |
| 平均低温 °C（°F）   | 4.2 (39.6)          | 4.2 (39.6)          | 6.4 (43.5)          | 8.4 (47.1)          | 12.1 (53.8)         | 15.4 (59.7)         | 17.7 (63.9)         | 17.8 (64.0)         | 14.2 (57.6)         | 11.9 (53.4)         | 7.3 (45.1)          | 4.7 (40.5)          | 10.4 (50.7)         |
| 历史最低温 °C（°F） | −6.6 (20.1)         | −8 (18)             | −6.2 (20.8)         | −0.2 (31.6)         | 3.7 (38.7)          | 7.8 (46.0)          | 10.9 (51.6)         | 11.9 (53.4)         | 6.8 (44.2)          | −3 (27)             | −4.6 (23.7)         | −6.5 (20.3)         | −8 (18)             |
| 平均降水量 mm（）   | 103.1 (4.06)        | 66.4 (2.61)         | 52.2 (2.06)         | 90.1 (3.55)         | 76.7 (3.02)         | 48.9 (1.93)         | 29.8 (1.17)         | 40.7 (1.60)         | 102.4 (4.03)        | 142.8 (5.62)        | 103.4 (4.07)        | 125.1 (4.93)        | 981.6 (38.65)       |
| 月均日照時數        | 100.3               | 126.9               | 173                 | 183.4               | 217.6               | 262.1               | 296                 | 260.9               | 207.7               | 132.1               | 99.6                | 98.1                | 2,157.7             |
| 来源：infoclimat.fr |                     |                     |                     |                     |                     |                     |                     |                     |                     |                     |                     |                     |                     |

## 行政区划
洛代沃的市镇编号为34142，邮政编号为34700。
在行政管理方面，洛代沃隶属于法国奥克西塔尼大区埃罗省，同时也是该省的一个副省会，下辖洛代沃区；在地方选举方面，洛代沃是洛代沃县的中央投票站所在地，其市镇范围全境被划入埃罗省第四选区；在社会管理方面，洛代沃是洛代瓦和拉尔扎克市镇公共社区的办公驻地。
洛代沃市镇被划为七个街区，实行街区自治制度。洛代沃市中心街区（Centre Ville）为城市政策优先街区。
法国国家统计与经济研究所（简称）在进行数据统计时，将洛代沃及相邻的另外7个市镇设为洛代沃城市核心区，并将包括核心区在内的周边共9个市镇划为洛代沃城市区。自2020年起，洛代沃城市区被包含19个市镇的洛代沃城市辐射区代替。此外，还将洛代沃市镇分为了3个“块区”（IRIS），以便于统计人口分布情况。

## 交通

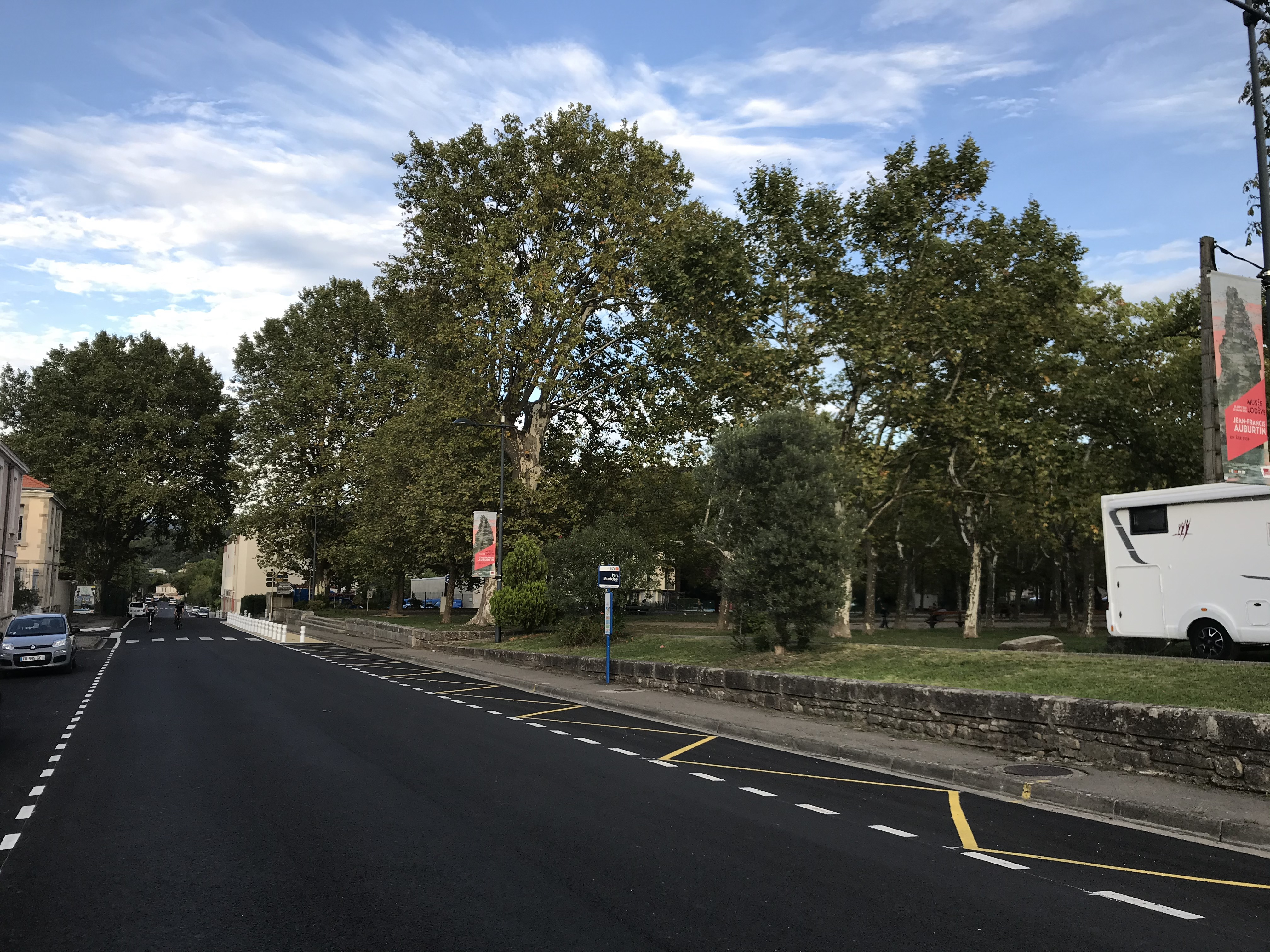
洛代沃市中心的一处城际巴士车站

### 公路
A75高速公路经过洛代沃市区东侧，通过52和53两个出入口连接市区，此外埃罗省省道D35线、D148线、D153线、D157线和D902线在洛代沃境内交汇。奥克西塔尼大区下属的埃罗省城际客运提供途径洛代沃的城际巴士线路，可前往蒙彼利埃、克莱蒙莱罗、贝济耶等地。
| 52 | 4 |

| 53 （往南） | 1.8 |

| 蒙彼利埃 | 56 |

| 克莱蒙莱罗 | 20 |

| 贝济耶 | 63 |

| 贝达里约 | 28 |

| 米约 | 59 |

| 冈日 | 52 |

2019年，63.1%的洛代沃家庭拥有至少一辆私人汽车。2019年，洛代沃境内共发生各类交通事故5起，造成1人遇难，6人受伤，其中1人重伤。

### 铁路
洛代沃位于维亚斯－洛代沃铁路上，该铁路已于1982年废弃。
距离洛代沃最近的运营中的客运铁路车站为14公里外的吕纳斯站，该站每天停靠往返于贝济耶和米约一线的区域列车。

### 航空
距离洛代沃最近的民用航空站为蒙彼利埃机场，距离洛代沃市中心的公路里程约65公里。

### 城市公共交通
截至2022年12月，洛代沃暂无城市公共交通系统。

## 政治

### 市政内阁

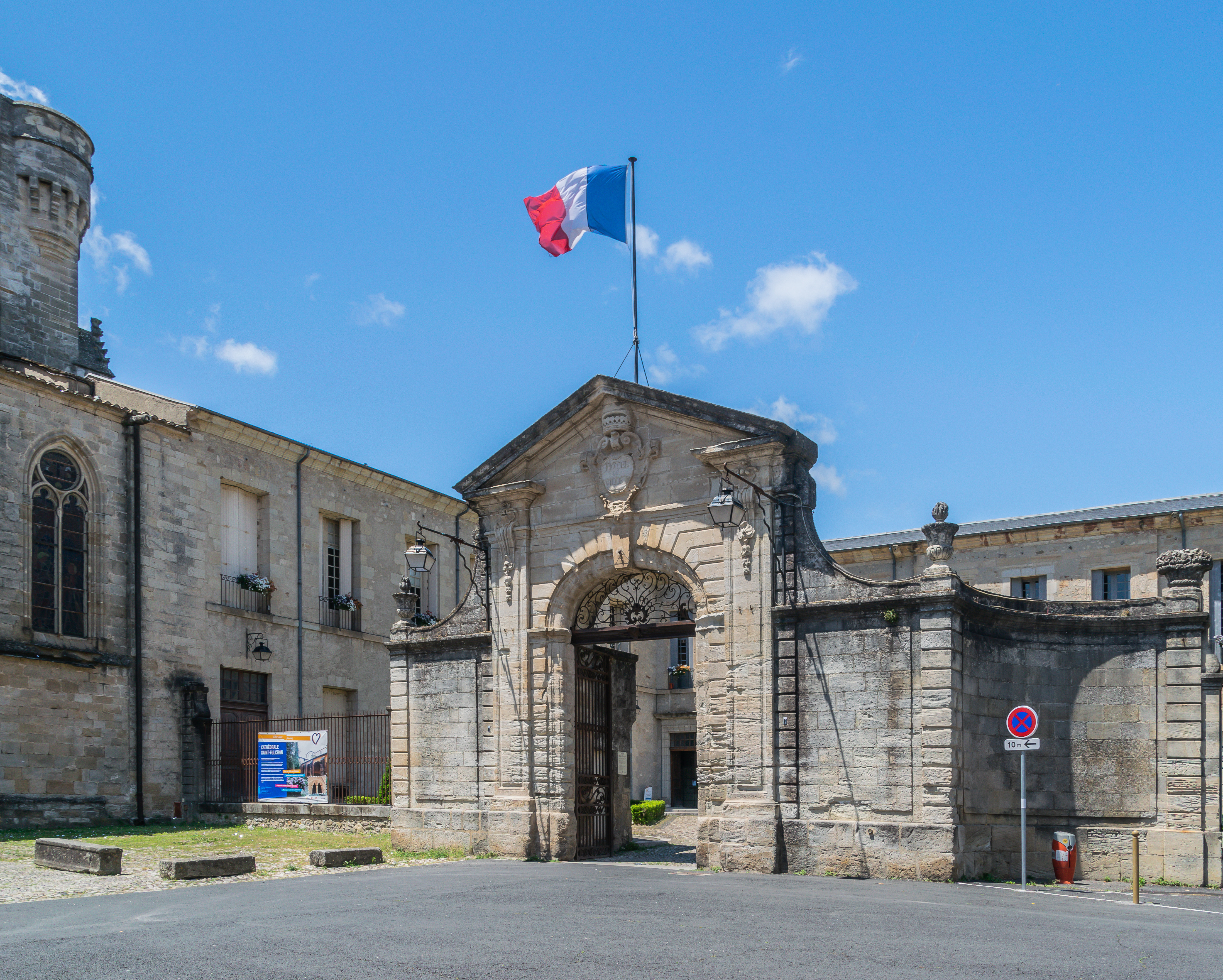
洛代沃市政厅

洛代沃的现任市长为加埃尔·莱韦克女士（Gaëlle LÉVÊQUE），她是一名左翼无党派人士，在2020年的市政选举中获得了47.03%的支持率。
| 洛代沃历届市长             | 洛代沃历届市长                                  | 洛代沃历届市长                              |
| 任期                       | 市长                                            | 党派                                        |
| -------------------------- | ----------------------------------------------- | ------------------------------------------- |
| 1944年－1947年             | Antonin BEAUMES 安托南·博姆                     | 不详                                        |
| 1947年－1948年             | Ernest LAVAGNE 埃内斯特·拉瓦涅                  | 不详                                        |
| （1948至1950年间资料暂缺） |                                                 |                                             |
| 1950年－1959年             | Joseph MAURY 约瑟夫·莫里                        | 不详                                        |
| 1959年－1967年             | Paul COSTE-FLORET 保罗·科斯特-弗洛雷            | MRP人民共和运动 →CD法国民主中心             |
| 1967年－1971年             | Marcel BOUISSAC 马塞尔·布伊萨克                 | 無黨籍                                      |
| 1971年－1995年             | Daniel MALLET 达尼埃尔·马莱                     | DVD右翼无党派人士 →UDF法国民主联盟          |
| 1995年－2008年             | Robert LECOU 罗贝尔·勒库                        | UDF法国民主联盟 →UMP人民运动联盟 →RAD激进党 |
| 2008年－2017年             | Marie-Christine BOUSQUET 玛丽-克里斯蒂娜·布斯凯 | PS社会党                                    |
| 2017年－2020年             | Pierre LEDUC 皮埃尔·勒迪克                      | PS社会党                                    |
| 2020年－                   | Gaëlle LÉVÊQUE 加埃尔·莱韦克                    | PS社会党 →DVG左翼无党派人士                 |

### 各级选举
| 洛代沃历届投票选举结果 | 洛代沃历届投票选举结果 | 洛代沃历届投票选举结果 | 洛代沃历届投票选举结果 | 洛代沃历届投票选举结果  | 洛代沃历届投票选举结果 | 洛代沃历届投票选举结果 | 洛代沃历届投票选举结果  | 洛代沃历届投票选举结果 | 洛代沃历届投票选举结果 |
| 选举项目               | 选举范围               | 选区单位               | 选区单位内的选举结果   | 选区单位内的选举结果    | 选区单位内的选举结果   | 选区单位内的选举结果   | 选区单位内的选举结果    | 选区单位内的选举结果   | 参考资料               |
| 选举项目               | 选举范围               | 选区单位               | 第一轮胜出者           | 第一轮胜出者            | 支持率                 | 第二轮胜出者           | 第二轮胜出者            | 支持率                 | 参考资料               |
| ---------------------- | ---------------------- | ---------------------- | ---------------------- | ----------------------- | ---------------------- | ---------------------- | ----------------------- | ---------------------- | ---------------------- |
| 2017年法國總統選舉     | 法國                   | 市镇                   |                        | 让-吕克·梅朗雄          | 29.25%                 |                        | 埃马纽埃尔·马克龙       | 59.51%                 | [ 29 ]                 |
| 2017年法国立法选举     | 埃罗省第四选区         | 市镇                   |                        | 让-弗朗索瓦·埃利奥      | 23.39%                 |                        | 让-弗朗索瓦·埃利奥      | 60.09%                 | [ 29 ]                 |
| 2019年欧洲议会选举     | 法國                   | 市镇                   |                        | 若尔当·巴尔代拉         | 29.42%                 | （不适用）             | （不适用）              | （不适用）             | [ 31 ]                 |
| 2021年法国省级选举     | 埃罗省                 | 县                     |                        | 加埃尔·莱韦克 雅克·里戈 | 48.8%                  |                        | 加埃尔·莱韦克 雅克·里戈 | 71.84%                 | [ 32 ]                 |
| 2021年法国省级选举     | 埃罗省                 | 市镇                   |                        | 加埃尔·莱韦克 雅克·里戈 | 50.49%                 |                        | 加埃尔·莱韦克 雅克·里戈 | 69.9%                  | [ 32 ]                 |
| 2021年法国大区选举     | 奧克西塔尼大區         | 市镇                   |                        | 卡萝尔·代尔加           | 43.63%                 |                        | 卡萝尔·代尔加           | 57.7%                  | [ 33 ]                 |
| 2022年法国总统选举     | 法國                   | 市镇                   |                        | 让-吕克·梅朗雄          | 35.14%                 |                        | 埃马纽埃尔·马克龙       | 53.42%                 | [ 29 ]                 |
| 2022年法国立法选举     | 埃罗省第四选区         | 市镇                   |                        | 塞巴斯蒂安·罗姆         | 38.04%                 |                        | 塞巴斯蒂安·罗姆         | 58.02%                 | [ 29 ]                 |

## 人口
2019年，洛代沃市镇人口数量为7,477，在法国排名第1,421位。其中男性3,566人，女性3,911人，75岁及以上人口占11.9%，外籍人口数量为617人，人口密度为323人/平方公里，当地居民被称为（男性）或（女性）。2020年，洛代沃境内出生64人，死亡人口134人。
| 洛代沃1901年－2019年人口变化情况 |
|                                  |
| 数据来源：Cassini、INSEE         |

## 经济
洛代沃是一个区域性的中心城市。截止2022年12月，洛代沃市镇范围内共有各类用人单位（包含自雇）1,483家，平均历史为15年，其中99.62%为中小型企业（PME），2022年10月至12月间，当地的经济活力指数为0.34%。 （易爆品销售）、（医疗）及（电子设备销售）是当地2021年营业额最高的三个企业，分别为45,919,434欧元、7,287,393欧元和929,262欧元。

## 财政与居民收入
2021年，洛代沃的财政收入总额为8,634,730欧元，财政支出总额为8,047,270欧元，当年的债务总额为9,904,810欧元。2021年，洛代沃市镇共获得2,895,101欧元的国家财政补助，比上一年增加了1.52%。
2020年，洛代沃的人均月收入总额为1,867欧元，其中高级职员为3,330欧元，低于法国平均水平（4,230欧元）；中级职员为2,129欧元，低于法国平均水平（2,411欧元）；普通职员为1,574欧元，亦低于法国平均水平（1,740欧元）。
2019年，洛代沃境内的青壮年（15至64岁）失业率为20.1%，当地31.1%的家庭拥有纳税资格，平均纳税1,902欧元，低于法国平均水平（3,910欧元）。

## 社会事务

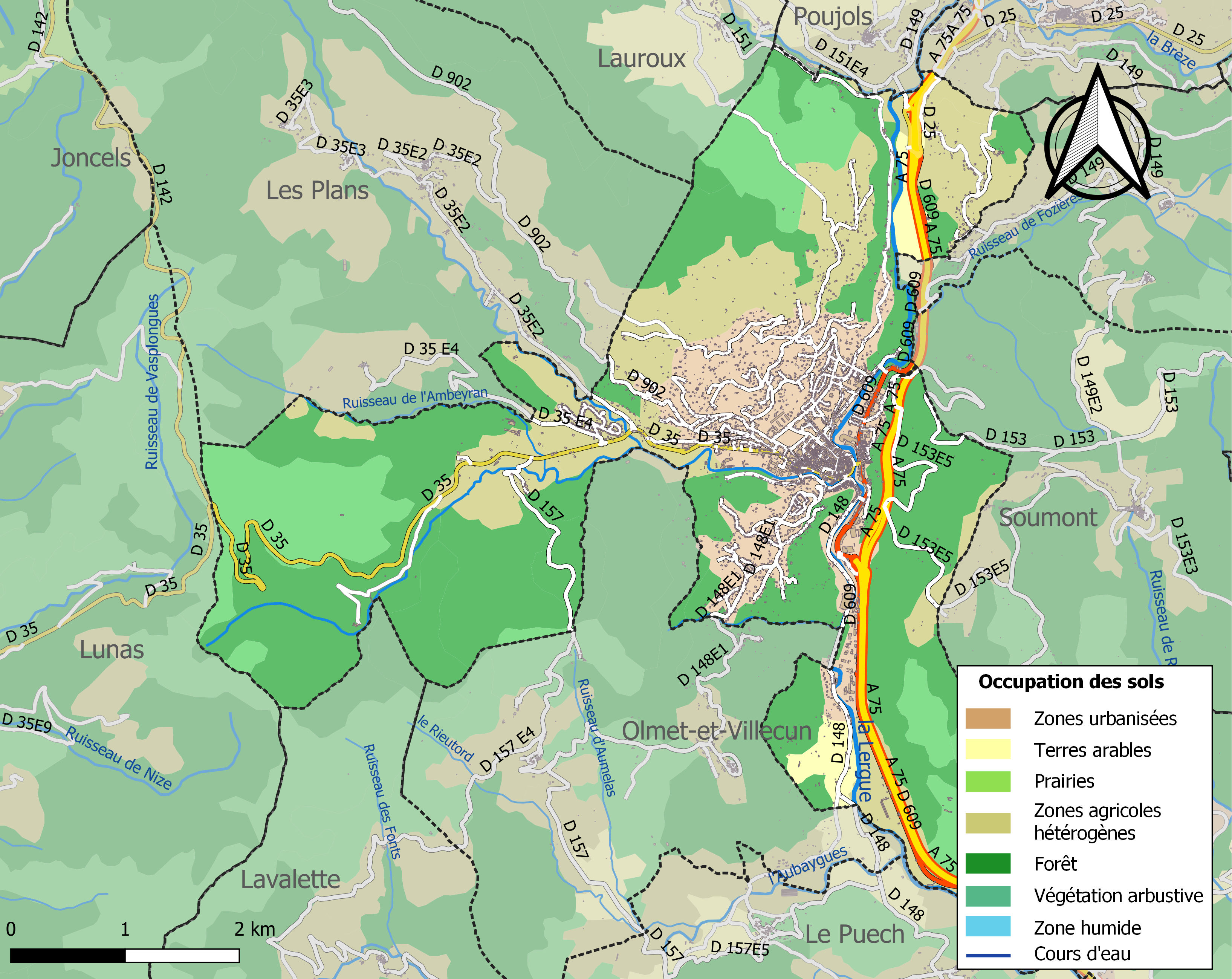
洛代沃土地利用情况地图

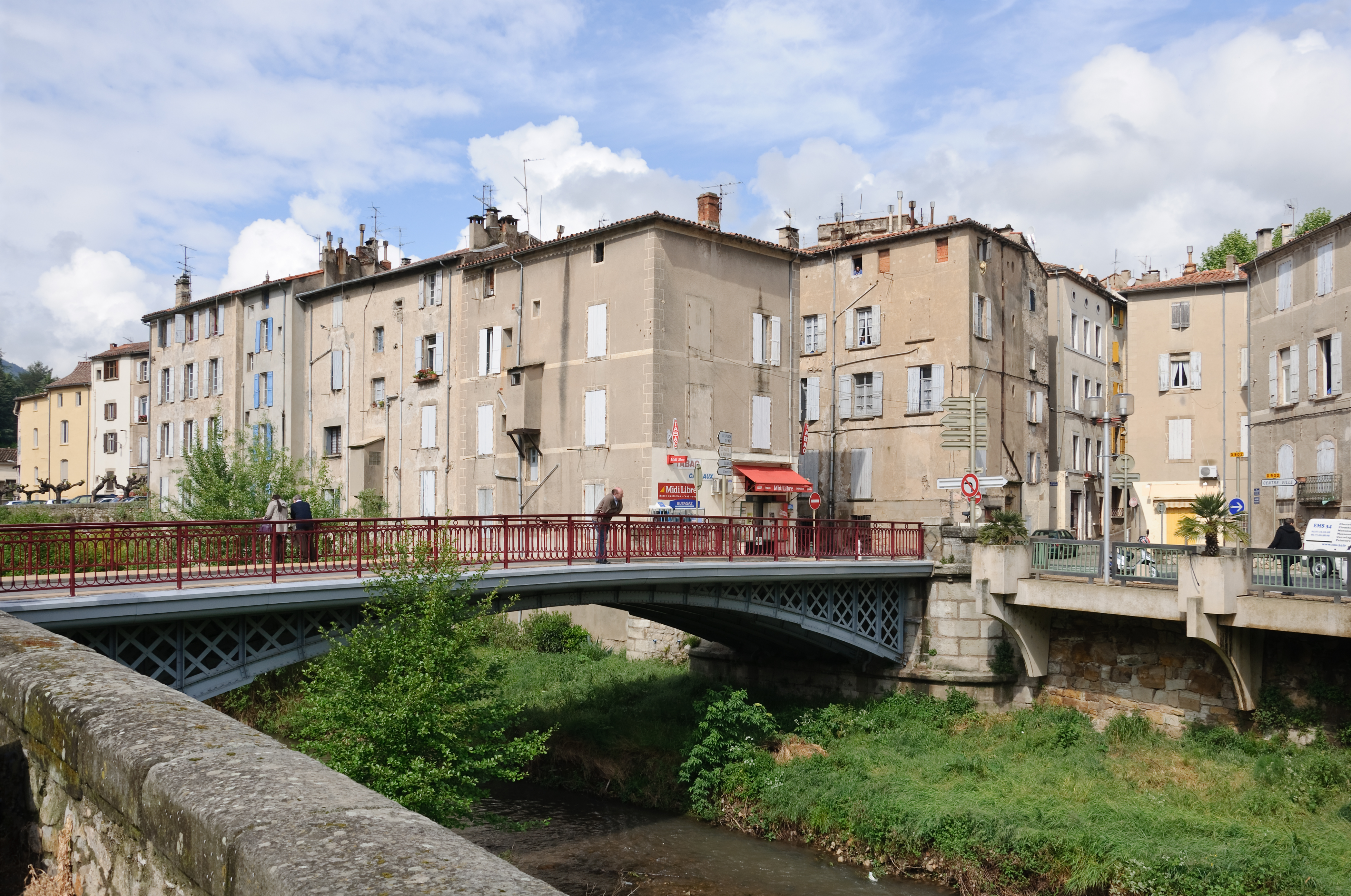
铁桥

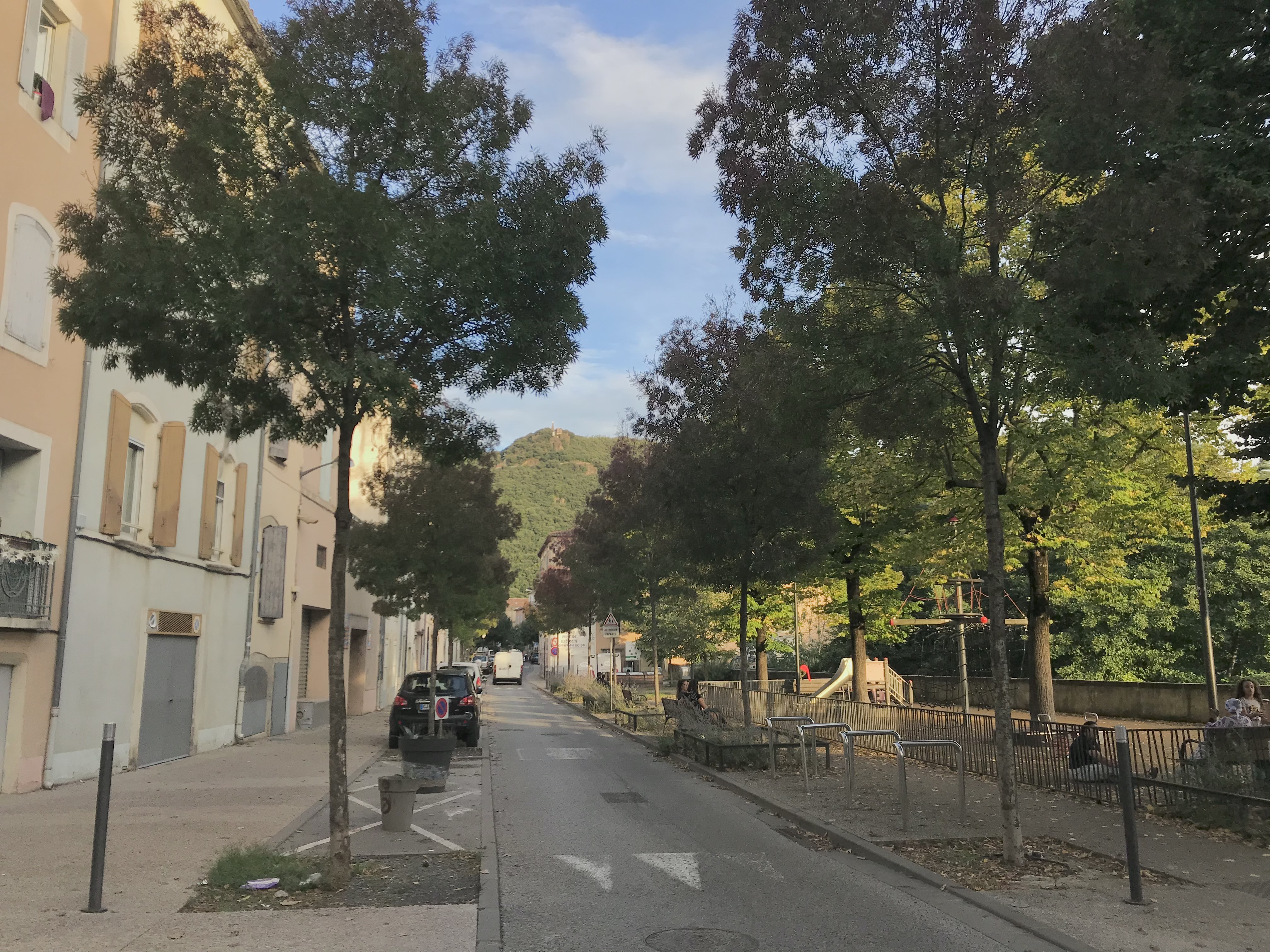
洛代沃镇中心的让·饶勒斯街

### 教育
洛代沃属于蒙彼利埃学区。截止2021年1月1日，洛代沃境内共有3所幼儿园、4所小学、1所初级中学和1所普通高中。2018至2019学年度，洛代沃境内共有在校中等教育阶段学生1,631名。

### 医疗
截止2021年1月1日，洛代沃境内共有全科医生13名、保健师16名、牙医7名、护士36名、耳科医生2名、眼科医生7名、皮肤科医生1名、助产士3名和妇科医生5名。境内共有药房4家、残疾人帮扶中心1家。
洛代沃中心医院（Centre Hospitalier de Lodève）是法国的一个区域性医疗机构，其主病区位于洛代沃市区，设有床位248个，是当地规模最大的公立综合性医院。
勒苏弗勒拉瓦洛尼诊疗中心（Clinique du Souffle la Vallonie）是洛代沃境内的一家综合性的私立医院。

### 住房
2019年，洛代沃境内共有各类住房4,248套，其中44.2%为独立式居民区，55.0%为集中式居民区。常住房屋占洛代沃市镇范围内居民建筑总量的84.1%。
在住房保障政策方面，2021年，洛代沃境内共有1,396户家庭获得了住房经济补助，受益人数占总人口数量的18.7%，其中1,343份为房租补助。

### 商业
2021年，洛代沃境内共有各类实体商铺211家，其中餐厅32家、大型超市5家、杂货店3家、面包房10家、肉铺6家、书店2家、装饰品店2家、银行门店4家、美容美发店11家、汽车维修店17家。市中心建有一家家乐福便民超市；市区东南部建有开放式商业街区，有Super U、Aldi等综合商场。

### 体育
2021年，洛代沃境内共有1家游泳池、2间体育馆、1座综合体育场、5处网球场、2处足球或橄榄球场以及1处篮球或排球场。
截至2022年12月，洛代沃境内共有四家注册足球俱乐部。洛代沃体育俱乐部（Sporting Club Lodève，编号582251）是当地的代表性足球队，其主队2022至2023赛季参加埃罗省足球联赛丁组（法国第十二级别），其主场为安德烈·博蒙体育中心（Complexe Sportif André Beaumont）。

### 环境
洛代沃的环境事务由其所属的洛代瓦和拉尔扎克市镇公共社区联合各级政府协调负责。2021年，洛代沃境内共有2家污染企业。

### 治安
2021年，洛代沃市镇范围内有1处宪兵队。
洛代沃国家宪兵队（zone gendarmerie de Lodève）的管辖范围共包括111个市镇。2020年，该宪兵队累计记录各类案件3,448起，其中盗窃类案件1,935起，经济类案件334起，毒品交易类案件225起。

## 文化
2021年，洛代沃境内共有1家电影院和1家博物馆。洛代沃境内建有汇流多媒体中心（La Médiathèque Confluence），每周二至六向公众开放。

### 建筑
洛代沃境内有多处历史建筑，其中圣菲尔克朗大教堂、圣伯多禄教堂（Église Saint-Pierre de Lodève）、洛代沃博物馆、洛代沃主教宫（现为市政厅）等为法国国家文物保护单位。

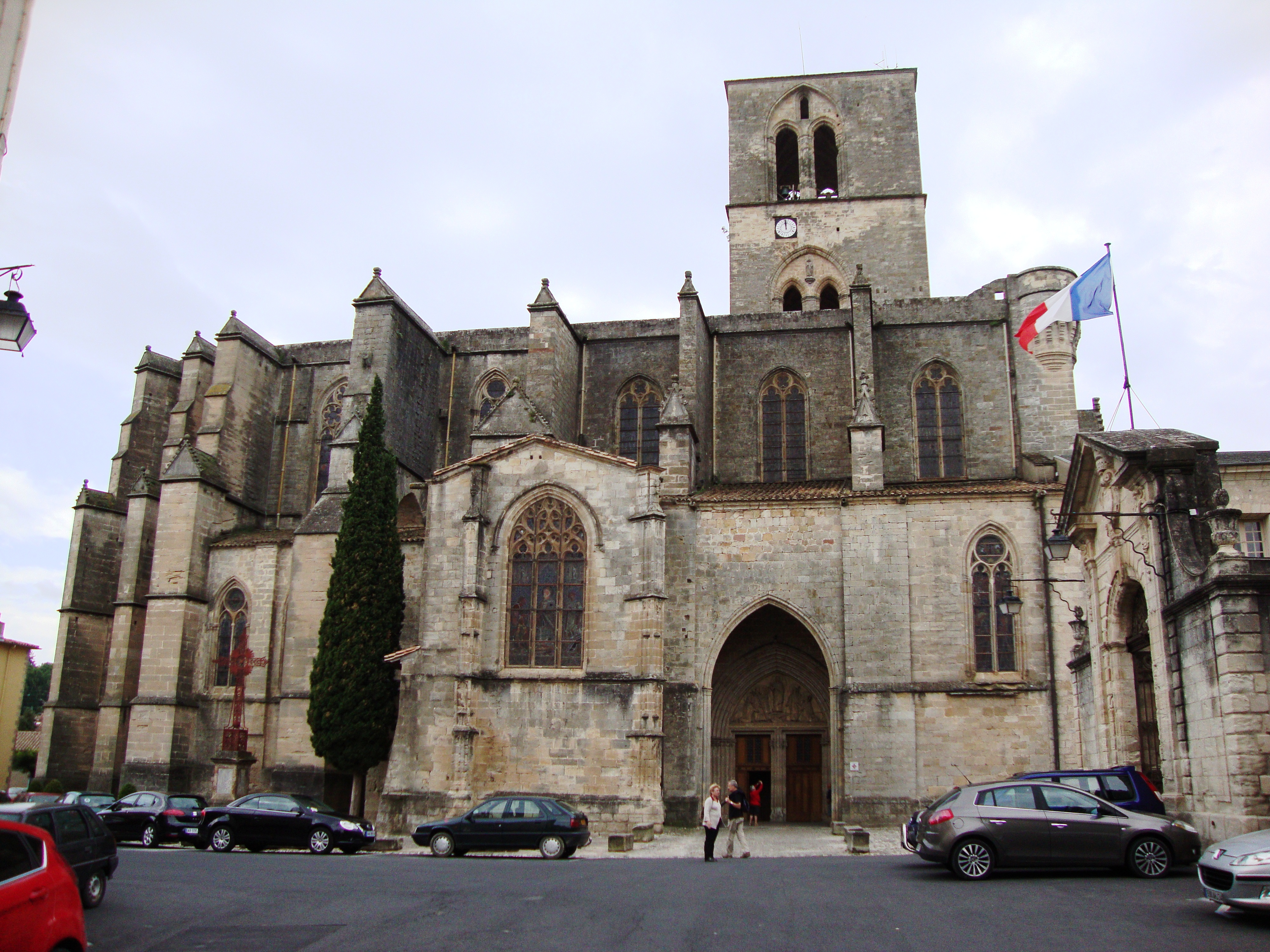
圣菲尔克朗大教堂（法语：Cathédrale Saint-Fulcran de Lodève）
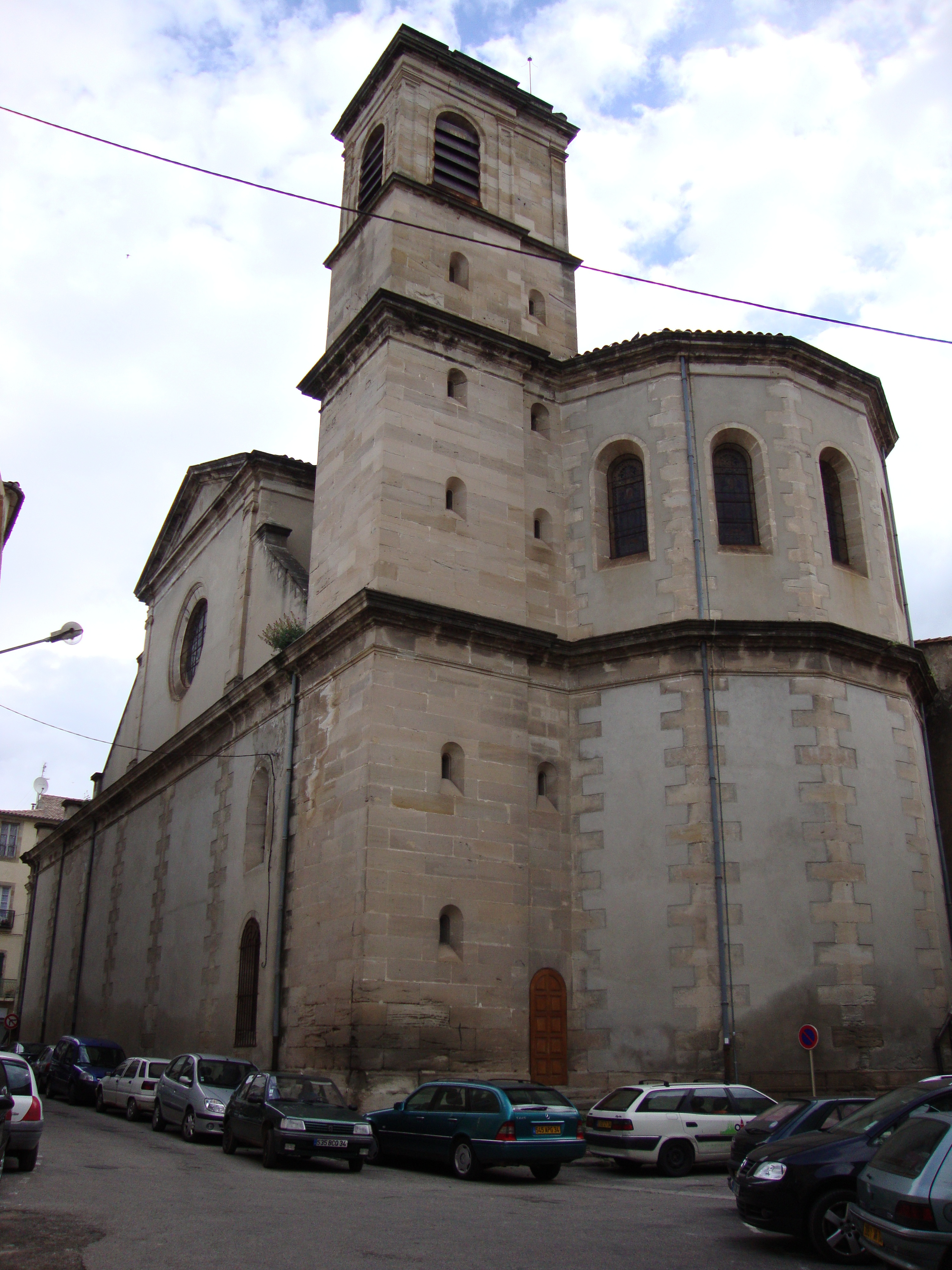
圣伯多禄教堂
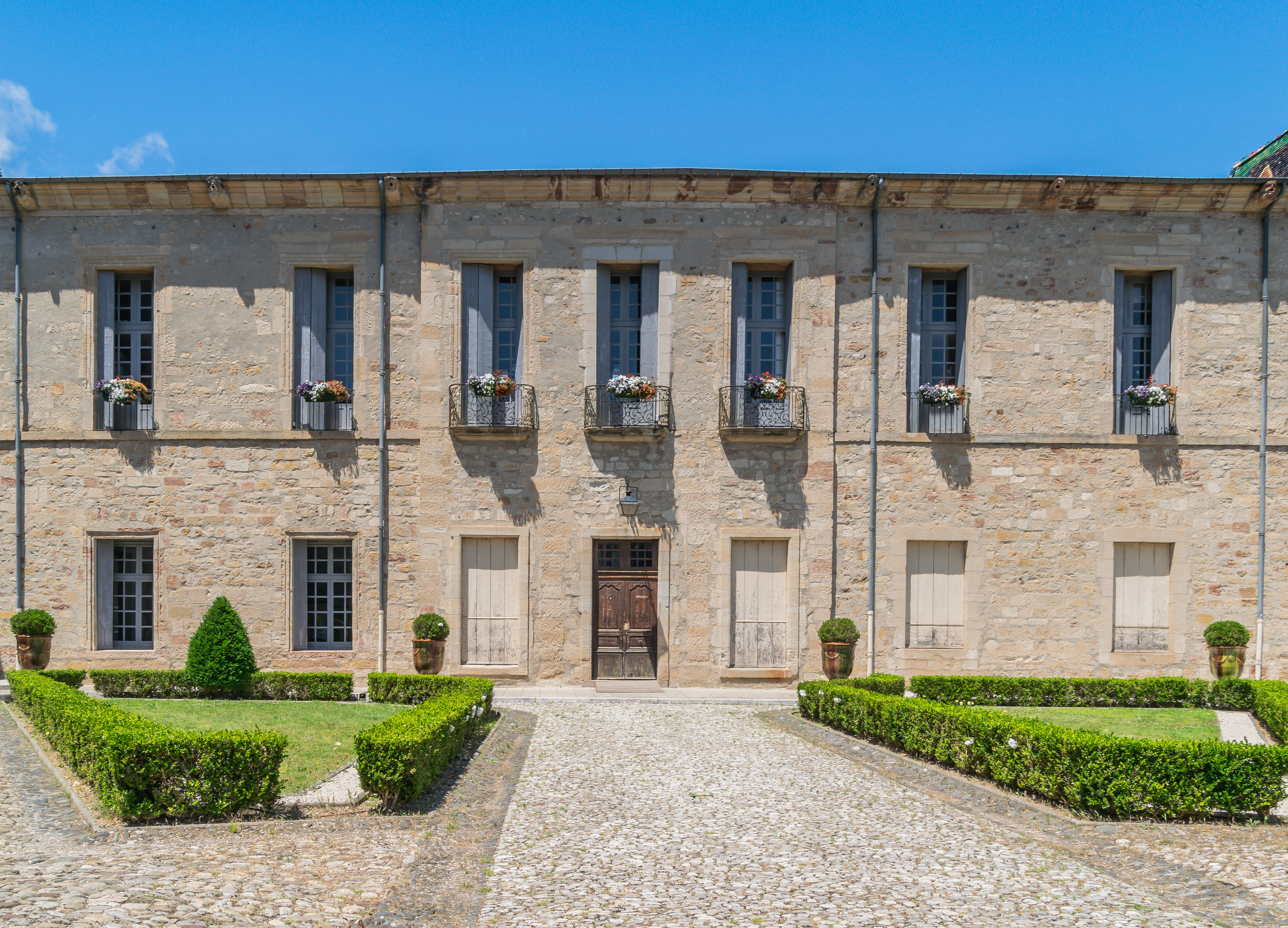
洛代沃主教宫（法语：Palais épiscopal de Lodève） （现为市政厅）
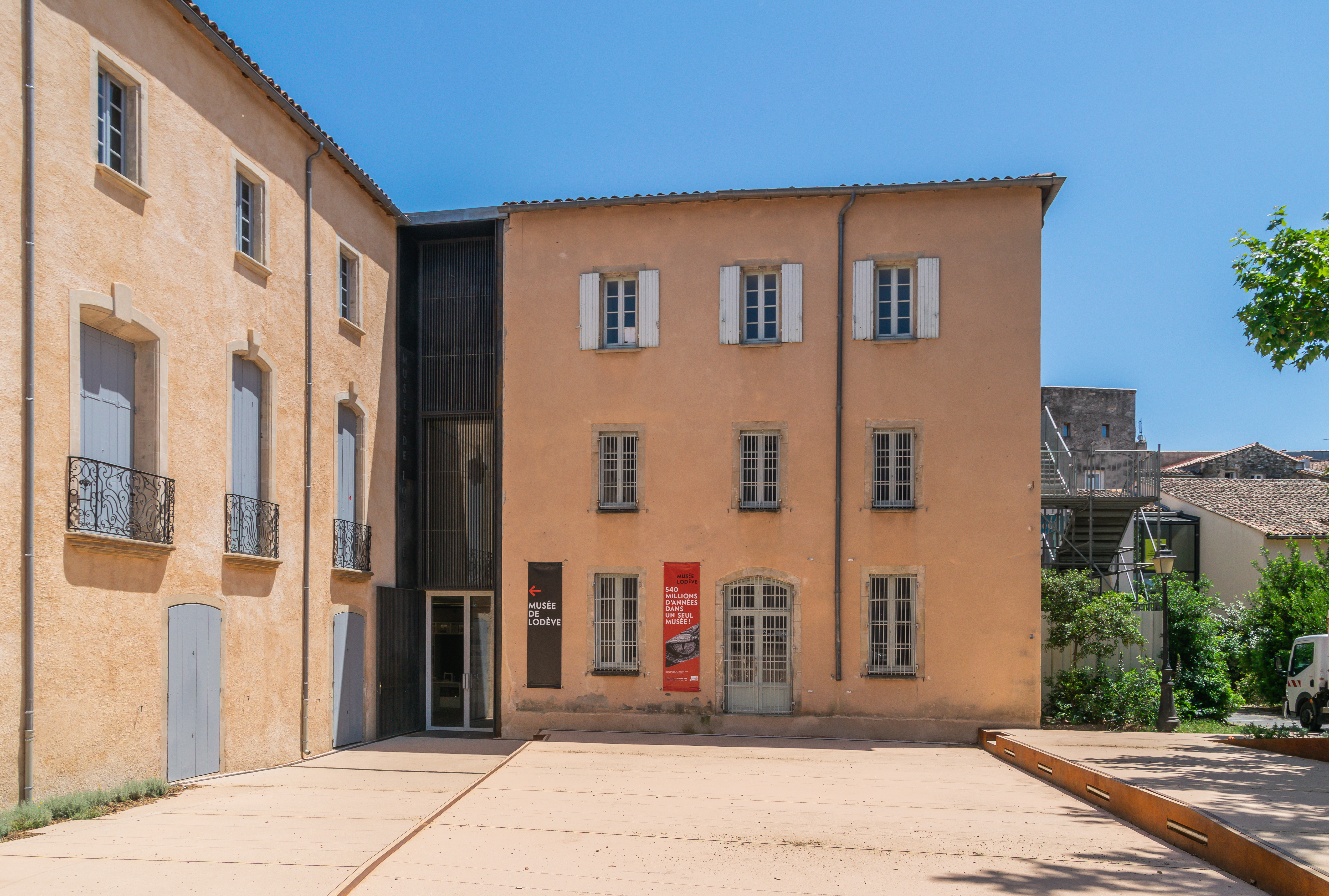
洛代沃博物馆（法语：Musée de Lodève）
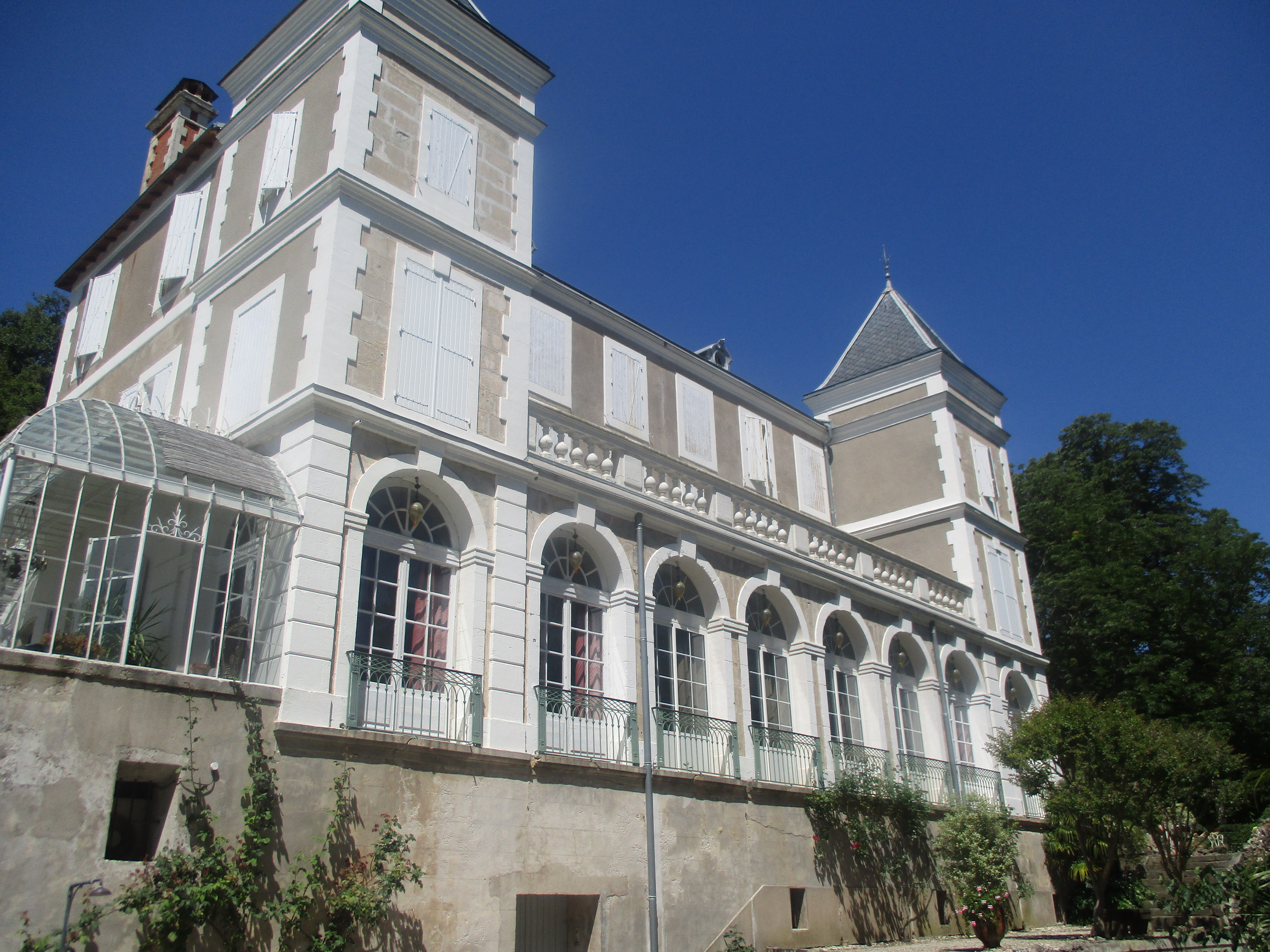
马莱城堡
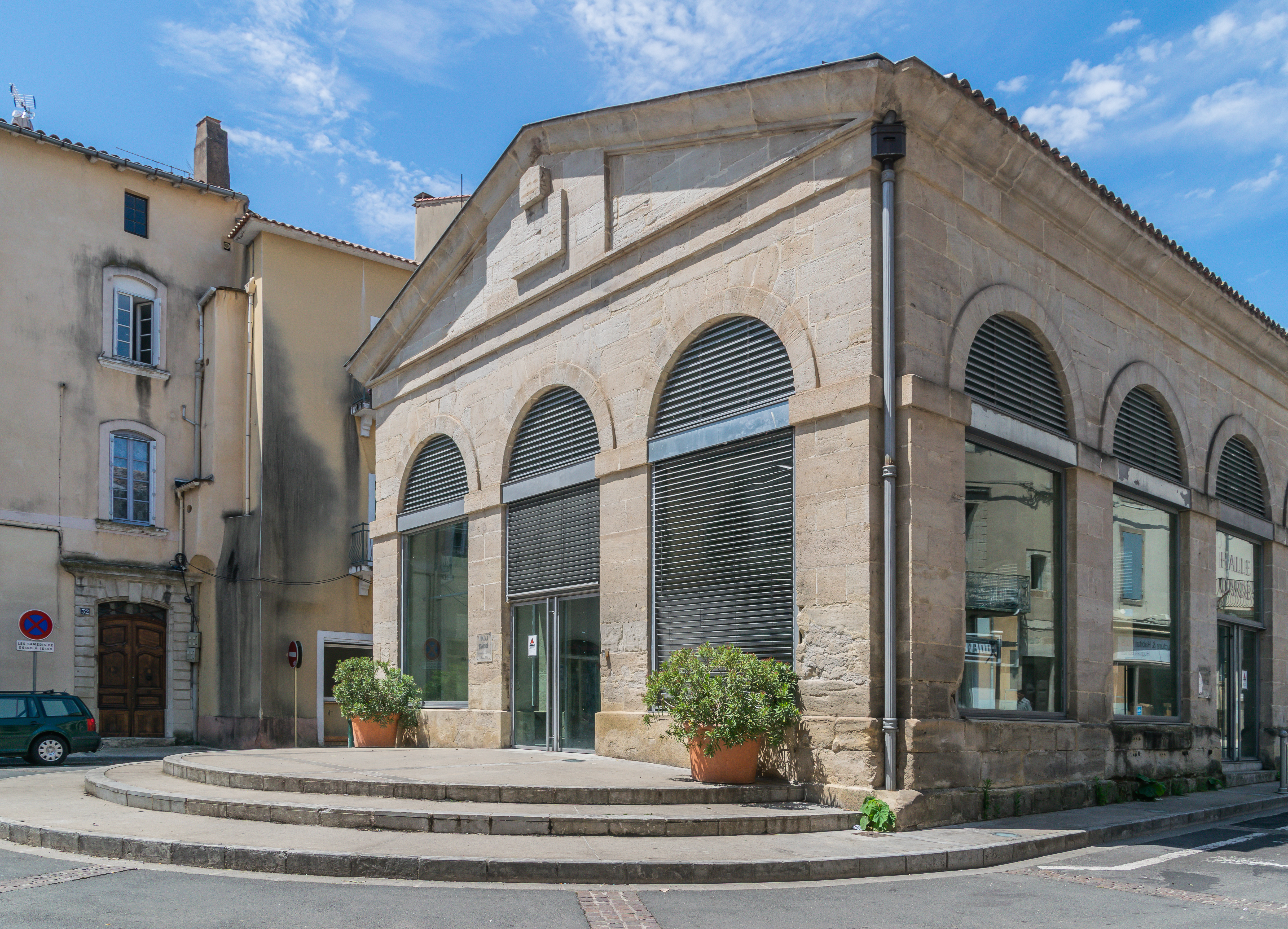
达尔代大堂（法语：Halle Dardé (Lodève)）
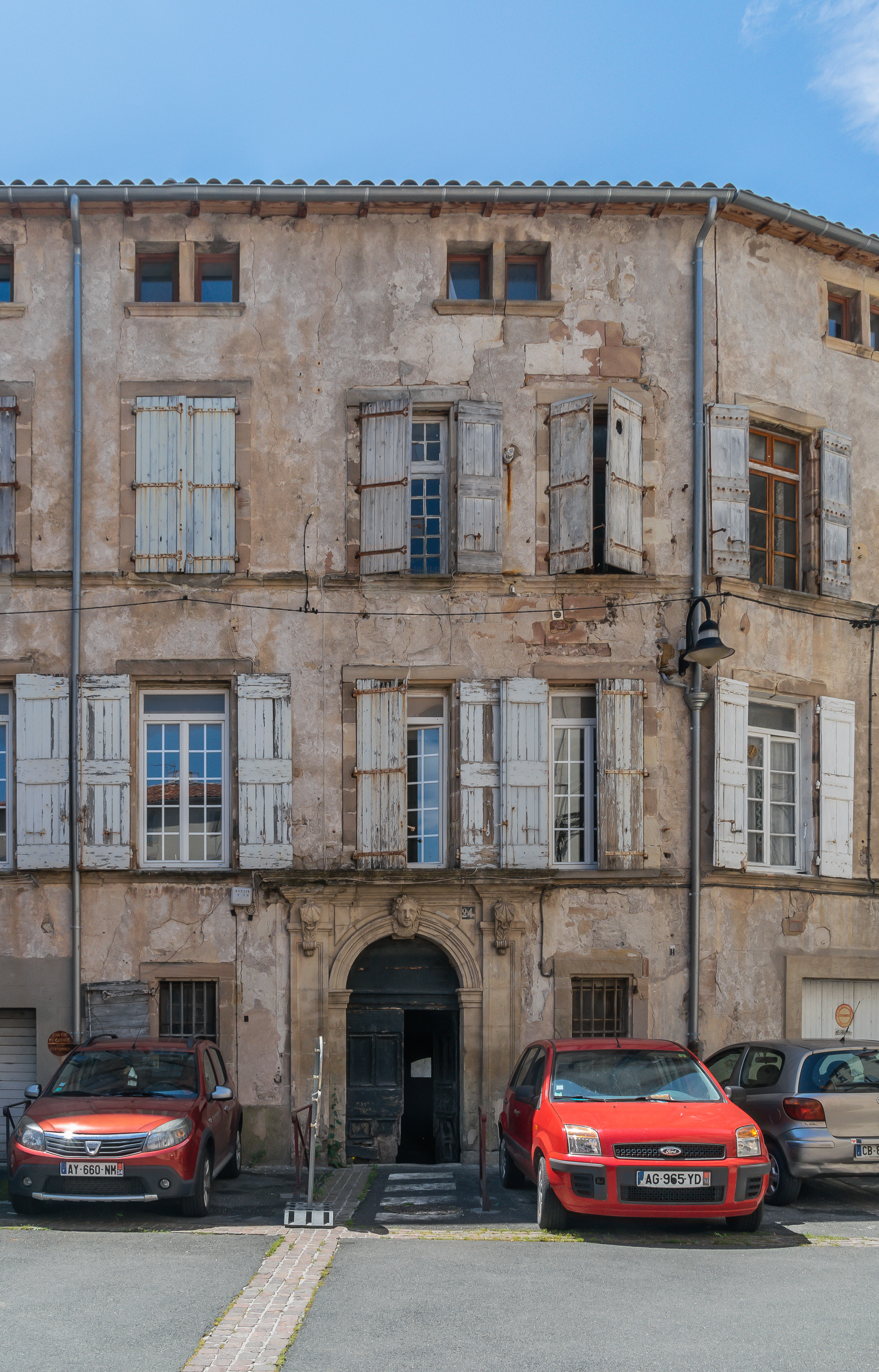
萨尔兹宫

### 旅游

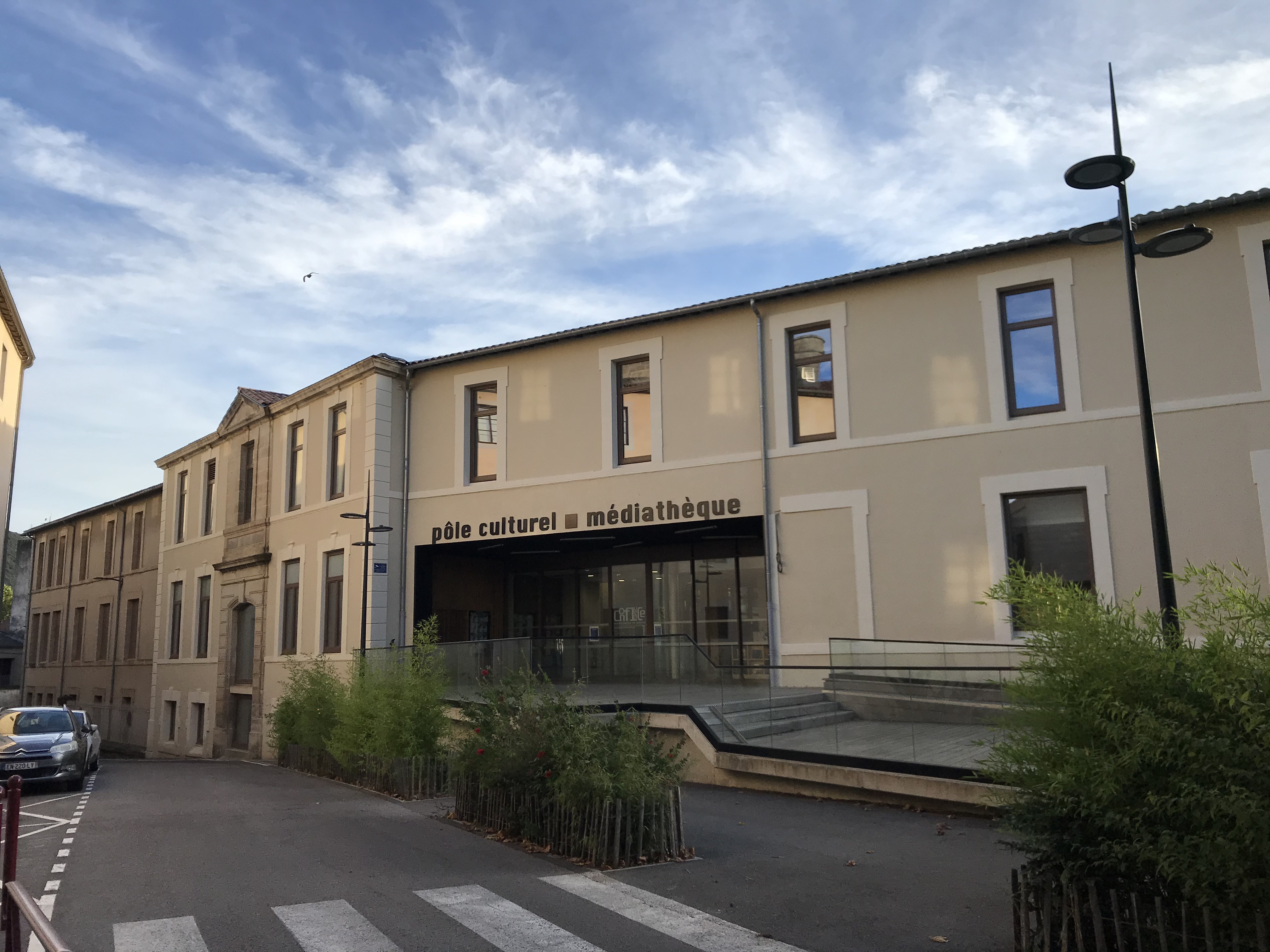
洛代沃多媒体中心

洛代沃的旅游事务由其所属的洛代瓦和拉尔扎克市镇公共社区负责。2022年，洛代沃境内共有2家酒店共计50间房间；另有2个露营地，可容纳共358辆露营车。

### 媒体
法国主要的媒体均可在洛代沃接收，法国电视三台下属的奥克西塔尼大区频道在部分时段播出洛代沃所属区域的地方新闻。奥克西塔尼蒙彼利埃电视台、《自由南部》、蓝色法兰西埃罗广播等是当地主要的地方性媒体。

## 相关人物
法兰西王国大臣弗勒里和法国飞行家让·路易·科诺出生于洛代沃。

## 友好城市
截至2022年12月，洛代沃共与一座城市互为友好城市关系：
- 英格兰 South Kirkby and Moorthorpe